# Louňová
Louňová település Csehországban, a Dél-plzeňi járásban. Louňová Sedliště, Srby, Ždírec, Blovice, Nové Mitrovice, Čížkov és Spálené Poříčí településekkel határos. Lakosainak száma 115 fő (2024. január 1.).

## Népesség
A település lakosságának változását az alábbi diagram mutatja:
| Lakosok száma | 326  | 332  | 301  | 205  | 121  | 64   | 90   | 102  | 96   | 115  |
|               | 1869 | 1900 | 1921 | 1961 | 1980 | 2011 | 2016 | 2019 | 2021 | 2024 |